# Румыния на летней Универсиаде 1959
Румыния на первой летней Универсиаде 1959 в Турине (Италия) заняла 10-е место в общекомандном медальном зачёте, завоевав 5 медалей (2 золотых, 1 серебряную, 2 бронзовых). Чемпионами Универсиады стали два прыгуна в высоту, Корнел Порумб и Иоланда Балаш.

## Медалисты

### Золото
| Золото |               |                                            |
| №      | Спортсмены    | Вид спорта (дисциплина)                    |
| 1      | Корнел Порумб | Лёгкая атлетика (мужчины, прыжки в высоту) |
| 2      | Иоланда Балаш | Лёгкая атлетика (женщины, прыжки в высоту) |

### Серебро
| Серебро |                              |                         |
| №       | Спортсмены                   | Вид спорта (дисциплина) |
| 1       | Сборная Румынии по волейболу | Волейбол (мужчины)      |

### Бронза
| Бронза |                  |                                          |
| №      | Спортсмены       | Вид спорта (дисциплина)                  |
| 1      | Александру Бизим | Лёгкая атлетика (мужчины, метание копья) |
| 2      | Мария Дити       | Лёгкая атлетика (женщины, метание копья) |